# Capitão de Campos
Capitão de Campos is een gemeente in de Braziliaanse deelstaat Piauí. De gemeente telt 11.246 inwoners (schatting 2009).
De gemeente grenst aan Cocal de Telha, Jatobá do PI, Milton Brandão, Pedro II, Piripiri, Boa Hora en Boqueirão do PI.

## Galerij

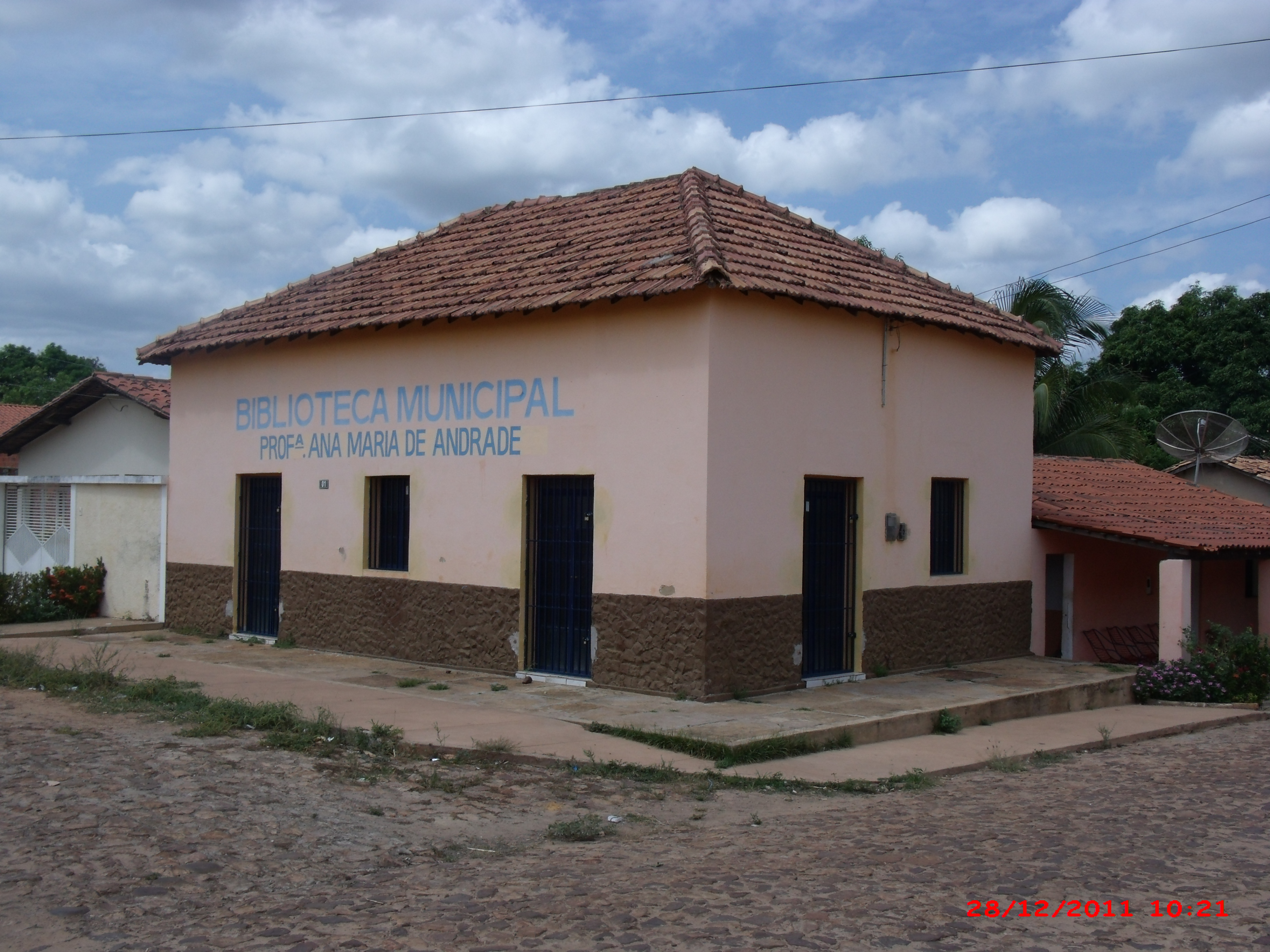
Openbare bibliotheek
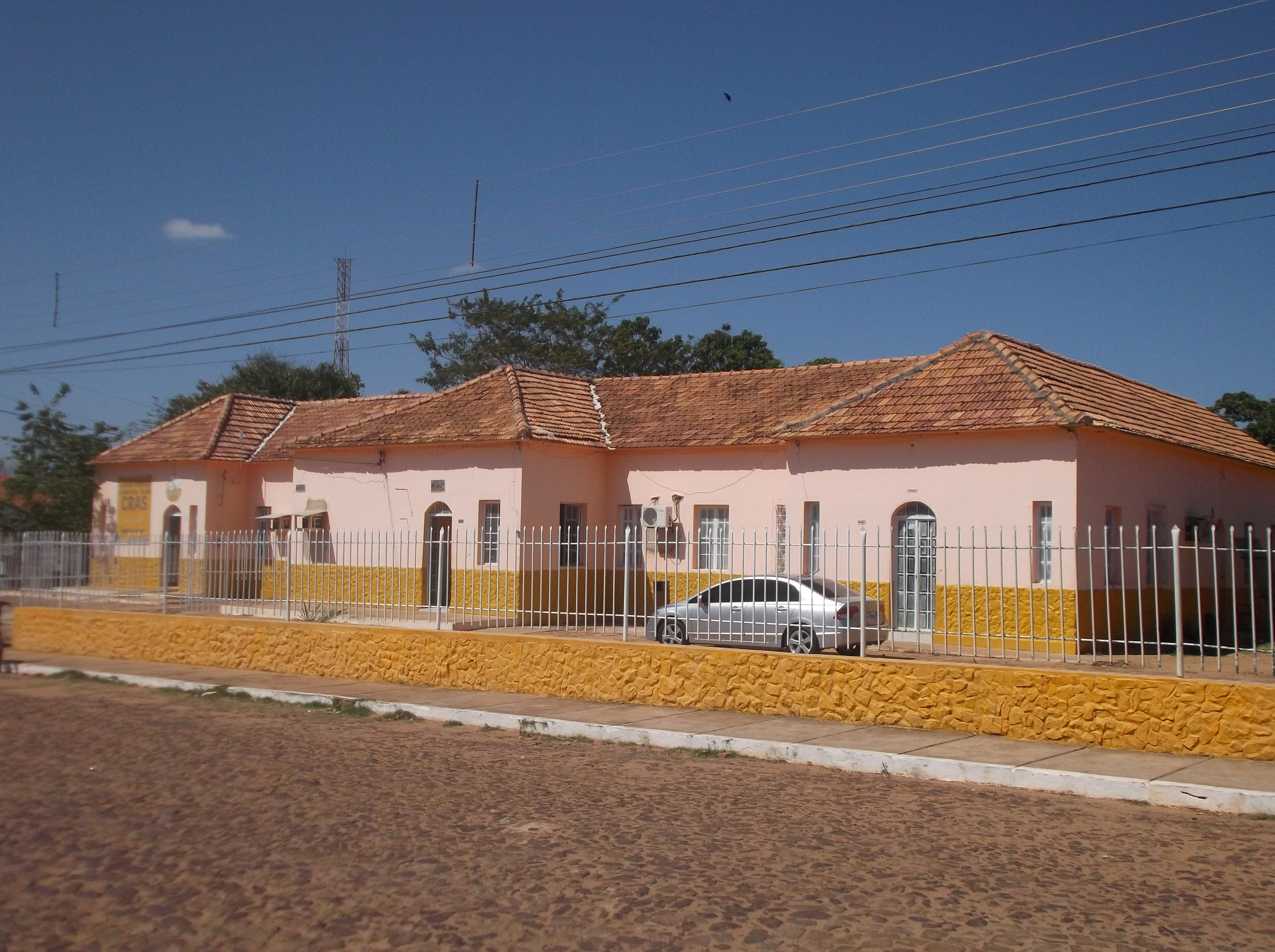
Gemeentehuis
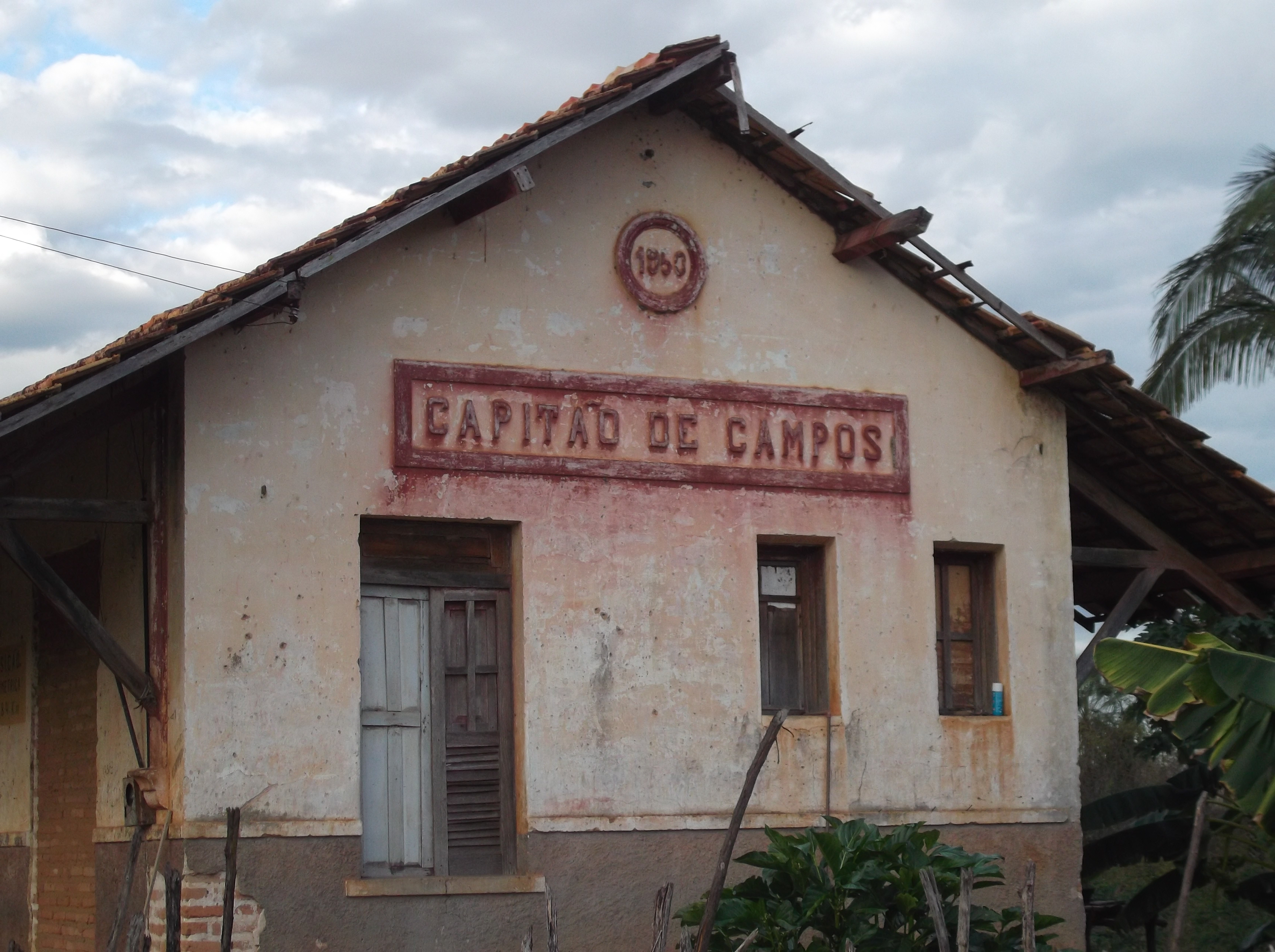
Districtskantoor
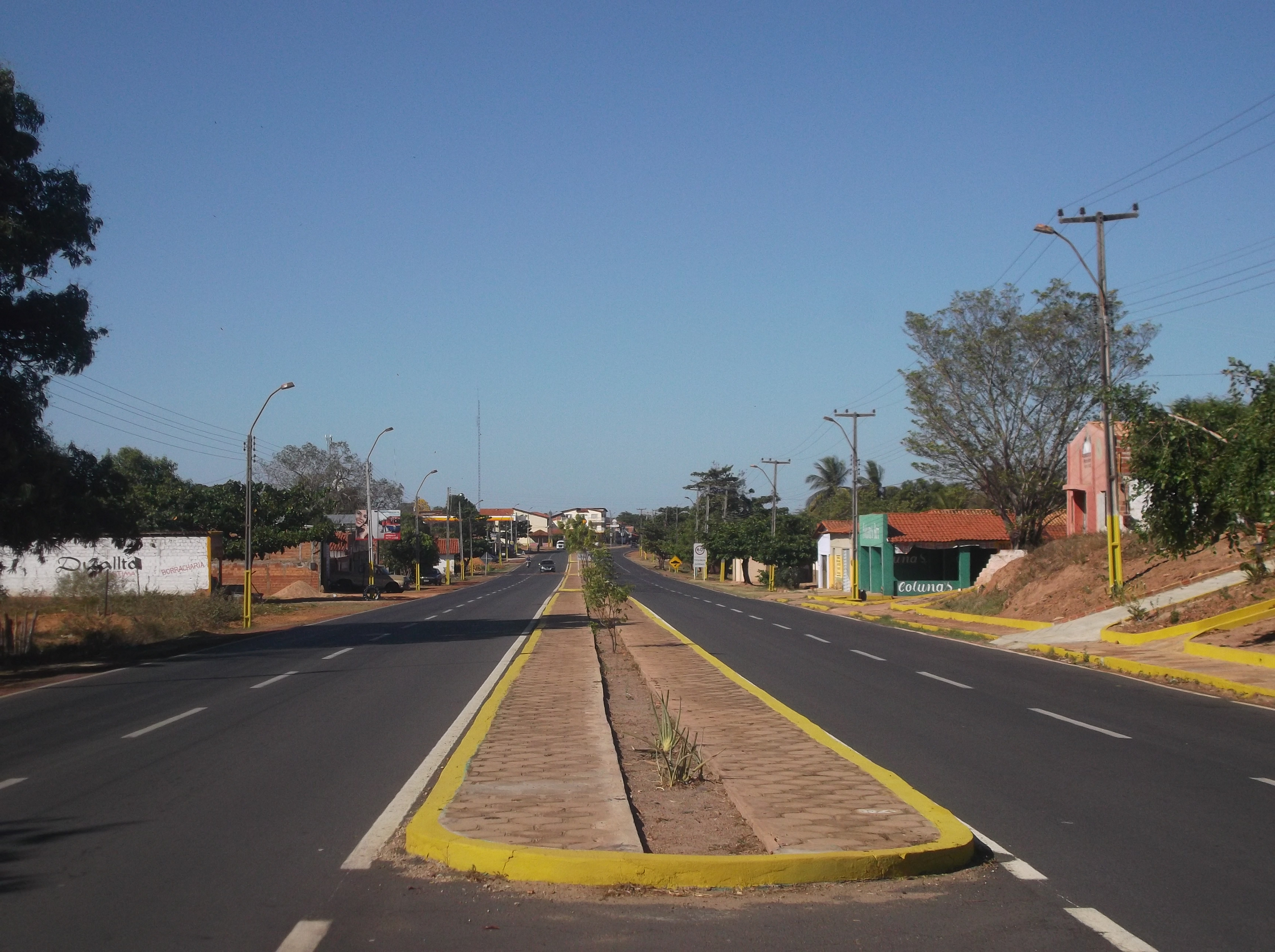
Autoweg BR-343 door Capitão de Campos
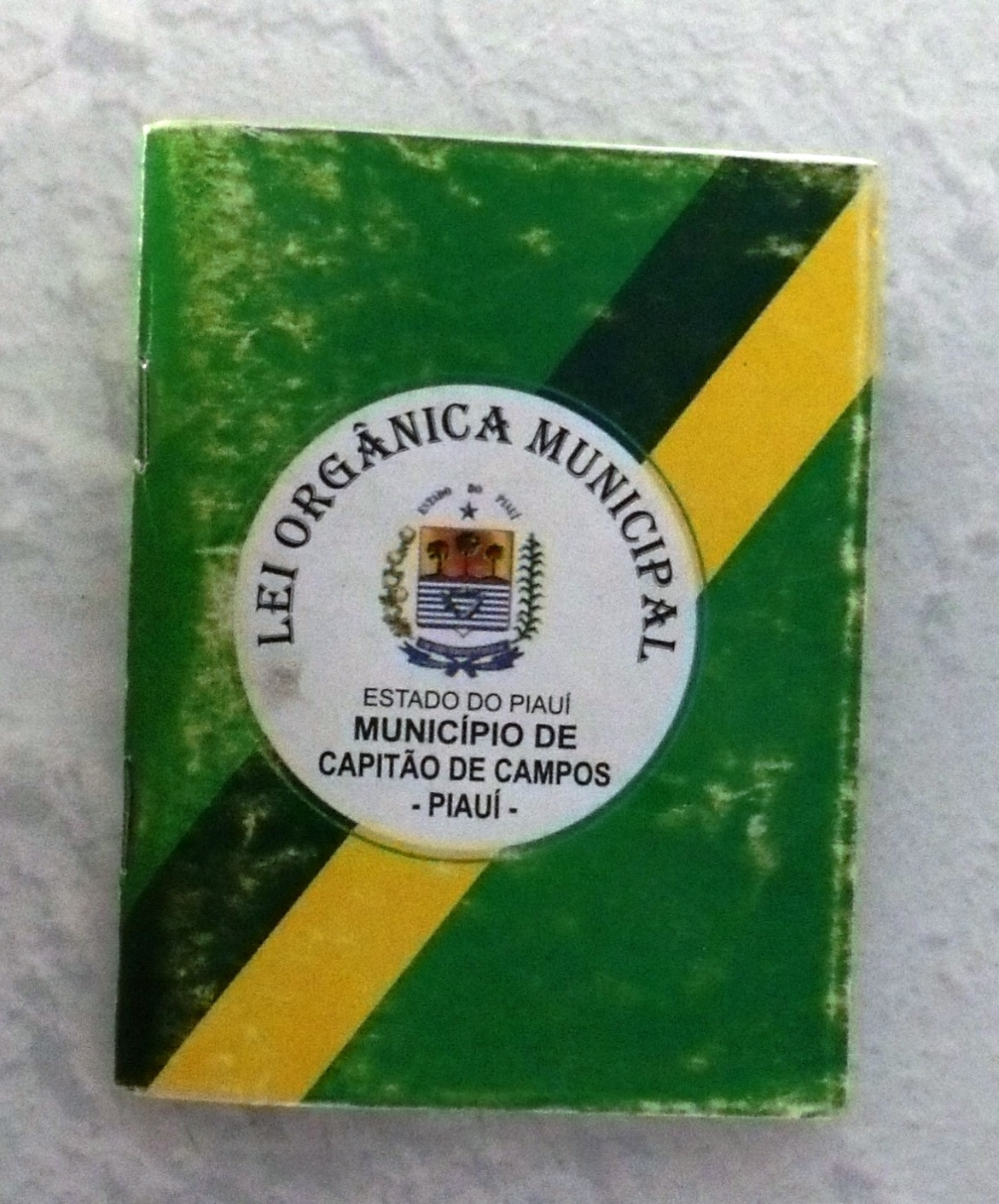